# Dedublare astrală
Dedublarea astrală (sau călătoria astrală, proiecție astrală) (care este un subiect legat de ezoterism și paranormal) - este o interpretare a experienței extracorporale obținută fie în starea de veghe, fie prin visare lucidă sau prin meditație profundă. Conceptul de Dedublare astrală (Proiecție Astrală) presupune existența unui alt corp, separat de corpul fizic, capabil să călătorească în planuri nefizice ale existenței. De obicei aceste planuri sunt denumite Astral, Eteric, Dimensiuni sau Spiritual.
Tema dedublării astrale este controversată, scepticii spun că există slabe dovezi că ceva părăsește cu adevărat corpul și că fenomenul este mai aproape de un Vis lucid sau halucinație, ce poate fi indus și prin substanțe chimice. În favoarea faptului că ceva chiar părăsește corpul vin și relatările persoanelor care în timpul operațiilor chirurgicale sau în urma unor accidente au spus cum se vedeau undeva în exteriorul acțiunii, în afara corpului, putând sa-și vadă propriul corp fizic sau activitatea din jurul corpului fizic, ulterior putând fi verificate afirmațiile subiecților. Totuși, după o investigare mai atentă, aceste anecdote nu sunt convingătoare. Aceste experiențe sunt numite experiențe extracorporale (în engleză: out-of-body experience).